# ايمانويل بازان
ايمانويل بازان (بالإسبانية: Emmanuel Bazán)‏ هو لاعب كرة قدم أرجنتيني في مركز الهجوم، ولد في 27 ديسمبر 1985. لعب مع نادي أوهيجينس.